# Johann Carl Friedrich Heinrichsdorff
Johann Carl Friedrich Heinrichsdorff (ur. 3 sierpnia 1795 w Gdańsku, zm. 23 grudnia 1836 tamże) – gdański kupiec, przedsiębiorca. 

## Życiorys
Jego ojcem był Johann Friedrich, a matką  Friederike Maria Pegelau. Adoptował go stryj Carl Gottfried Henrichsdorff, który był właścicielem wytwórni likierów „Dom Pod Łososiem".
W 1831 roku odziedziczył w spadku po stryju wytwórnię likieru oraz winiarnię Goldwasser. Od 1826 roku był nieetatowym członkiem Zarządu Miasta, a od 1822 r. należał do Korporacji Kupców. Mieszkał we własnej kamienicy przy Heilige-Geist-Gasse 85 i 86 (ul. Św. Ducha 103 i 101).
9 października 1823 roku poślubił Mariannę Angelicę, córkę kupca Corneliusa van Almonde. 
Johann Carl Friedrich Heinrichsdorff zmarł 23 grudnia 1836 roku. Pochowany został obok stryja na cmentarzu kościoła Zbawiciela. Ojcowską kamienicę przy Heilige-Geist-Gasse oraz firmę produkującej między innymi likier Goldwasser odziedziczyła ich córka, Maria Anna Henrichsdorff, jedyna z czworga dzieci, która dożyła pełnoletności.